# Ahmednagar (dystrykt)
Ahmednagar (marathi अहमदनगर, ang. Ahmednagar district) – największy wśród trzydziestu pięciu dystryktów indyjskiego stanu Maharasztra, o powierzchni 17 048 km².

## Położenie
Położony jest w środkowej części tego stanu. Na zachodzie graniczy z dystryktami Pune i Thane, od  północy z dystryktami Nashik i Aurangabad. Na wschodzie sąsiaduje z dystryktami: Beed i Osmanabad a południu z Solapur i Pune. 
Stolicą dystryktu jest miasto Ahmednagar.

## Rzeki
Rzeki przepływające przez obszar dystryktu:
- Bhima
- Dhora
- Ghod
- Godavari
- Kukdi
- Mula
- Pravara
- Sina